# 이연걸의 히트맨
《이연걸의 히트맨》(중국어 간체자: 杀手之王, 정체자: 殺手之王)는 1998년 공개된 홍콩의 액션 영화이다.

## 출연
- 이연걸 - 소부
- 증지위 - 사기꾼
- 임달화 - 형사 반장
- 양영기 - 사기꾼의 딸

## SBS 성우진 (2000년 2월 4일)
- 홍성헌 - 소부(이연걸)
- 황원 - 사기꾼(증지위)
- 김준 - 형사 반장(임달화)
- 문선희 - 사기꾼의 딸(양영기)
- 김현직 - 츠카모토(사하라 켄지)
- 김창주 - 소부의 동료(진귀보)
- 도용구 - 츠카모토의 손자(세토 케이지)
- 박영화 - 츠카모토의 손자의 부하(엽광검)
- 김강산 - 해부(정동)
- 박홍식 - 소부의 동료(황개삼)
- 서광재 - 킬러(폴 라포브스키)
- 조유연 - 슈퍼마켓 주인(담천보)
- 윤복성 - 소부의 동료(양성웅)
- 임유진 - 수사관(카와나베 미카)